# Mamadou Traoré (ur. 1994)
Mamadou Sekou Traoré (ur. 3 października 1994 w Bamako) – malijski piłkarz grający na pozycji środkowego obrońcy lub defensywnego pomocnika w serbskim klubie FK Vojvodina oraz reprezentacji Mali.